# Amegilla quadrifasciata
Amegilla quadrifasciata es una especie de abeja excavadora perteneciente al género Amegilla, categorizada en la tribu Anthophorini, de la subfamilia Apinae. Fue descrita científicamente por el naturalista francés Charles Joseph Devillers en 1789.
Mide 9-15 mm de longitud, abdomen con bandas oscuras y claras, cuerpo robusto. Es de color amarillo o naranja, ojos grises. Se alimenta del néctar de diversidad de plantas como Lamiaceae, Boraginaceae y Primulaceae.

## Distribución
La especie se distribuye por Australia, en el Territorio de las Islas del Mar del Coral, en Sudáfrica, España, Portugal, Francia, Irán, Grecia, Austria, Chequia, Alemania, Hungría, Italia, Japón, Luxemburgo, Marruecos, Croacia, Corea, Argelia, Chipre, Malta, Ucrania, China, Polonia, Rusia, Eslovaquia, Eslovenia, Suiza, Rumania, Bulgaria, Armenia, Turquía, Túnez, Mongolia, Afganistán, Pakistán, Uzbekistán, India, Yemen, Siria y Egipto.